# Helix godetiana
Helix godetiana é uma espécie de gastrópode da família Helicidae, endémica na Grécia.